# Семёновское (Чувашия)
Семёновское (чув. Семёновски) — село в Порецком районе Чувашской Республики России. Центр Семёновского сельского поселения.

## География
Находится на берегу реки Мени. Через село проходит региональная  автомобильная дорога 97К-008 Порецкое — Ардатов

## История
Село Семеновское возникло примерно в 1427-1430 годах, когда войско татарского Чингиса-хана[кого?] прошло на запад через территорию села.
В селе XVIII веке была построена деревянная церковь, которая вскоре сгорела после пожара.
В Семеновском, где находился вотчинский конный завод, повстанцы Пугачёва казнили приказчиков, забрали 230 лучших коней, а позже русские и мордовские крестьяне разделили между собой оставшиеся 200 лошадей.
Каменный храм построен в 1813 году графом Иваном Петровичем Салтыковым, прадедом писателя Салтыкова-Щедрина и помещиком Талызиным. Престолов в нём два: главный (холодный) — в честь Вознесения Господня и в приделе (теплый) — в честь иконы Знамения Божией Матери.
В 1859 году село Семеновское, по Курмышскому коммерческому тракту, входит в состав 1-го стана Алатырского уезда Симбирской губернии. В этот момент оно включает в себя православную церковь, базар и два завода: конный и овчарный.
В 1861 году (примерно 150 метров к югу от церкви) в честь освобождения от крепостного права была построена часовня из красного кирпича высотой около 25 метров. Она была построена в честь царя-освободителя. Внутри часовни было много икон, в том числе икона Божией Матери «Взыскание Погибших». Примерно в 1939-40 годах часовня была разрушена, а кирпич растащен гражданами села. Часть белых каменных плит была уложена под памятник участникам революции и Гражданской войны.
Земская школа существует с 1879 года.
До Октябрьской революции село Семеновское входило в состав Алатырского уезда Симбирской губернии. В нём насчитывалось около 700 дворов. Ввиду низкой урожайности крестьяне были вынуждены заниматься подсобным промыслом, ремеслами, торговлей, перепродажей скота. Из ремесел особенно распространены были производство колес, саней, телег, вручную делали кирпич. Занимались гончарным производством, делали крынки, трубы, имелись бондари, которые изготовляли кадки, бочонки. Были лапотники, которые плели лапти, корзины, ступни, кошели из ивовых веток. В селе были мельницы паровые и ветряные, дранки, маслобойки. В центре села возвышалась красивая церковь, стоит она и сейчас.
В 1925 году в селе создано товарищество, председателем которого избран Недвигин Андрей Иванович. В 1929 году делается попытка объединения сознательной части населения в сельскохозяйственную кооперацию — колхоз, получившее название «Пламя Октября». Председателем был избран Дергунов Михаил. Осенью 1929 года создана промышленная артель «Большевик» по производству кирпича, гончарных изделий, колес и другой кустарной продукции. В 1933 году она преобразована в колхоз «Большевик», в котором насчитывалось 32 хозяйства. Председателем был избран Пелешин Василий из Порецкого. Крестьяне улицы Вакурная и прилегающие к ней линии отделились и образовали свой колхоз «Борьба за социализм».
Вскоре была открыта семилетняя школа, которая в 1939 году преобразована в среднюю школу.В 1937 году в центре села построили клуб. Появилось радио.
500 человек ушло из Семеновского на фронт. 318 погибли, защищая родную землю, среди них Герой Советского Союза Паршин Николай Иванович.

## Население
| 2010 | 2012 |
| ---- | ---- |
| 297  | →297 |

В 1859 году — в 310 дворах жило: 776 муж. и 924 жен.;
В 1900 году в с. Семеновском (н. р.; вол. правл.) в 229 дворах жило: 917 м. и 964 ж.;

## Известные жители и уроженцы
- Алатырцев, Владимир Иванович (1908—1964) — русский советский поэт, переводчик, журналист, педагог. Член Союза писателей СССР.
- Веденин, Андрей Яковлевич (1900—1984) — советский военный деятель, генерал-лейтенант (1953 год).
- Недвигин, Семён Иванович (1895—1962) — советский военачальник, генерал-майор.
- Паршин, Николай Иванович (Герой Советского Союза)[источник не указан 35 дней]